# (5994) Yakubovich
(5994) Yakubovich es un asteroide perteneciente al cinturón de asteroides, región del sistema solar que se encuentra entre las órbitas de Marte y Júpiter, descubierto el 29 de septiembre de 1981 por Liudmila Zhuravliova desde el Observatorio Astrofísico de Crimea (República de Crimea).

## Designación y nombre
Designado provisionalmente como 1981 SZ7. Fue nombrado Yakubovich en homenaje a Leonid Arkad'evich Yakubovich, escritor, dramaturgo y periodista de televisión. Su gran habilidad profesional y buen sentido del humor lo llevaron a convertirse en director de los programas de televisión más populares de toda Rusia, como el Field of miracles and Wheel of history.

## Características orbitales
Yakubovich está situado a una distancia media del Sol de 2,853 ua, pudiendo alejarse hasta 3,499 ua y acercarse hasta 2,206 ua. Su excentricidad es 0,226 y la inclinación orbital 13,57 grados. Emplea 1760,19 días en completar una órbita alrededor del Sol.

## Características físicas
La magnitud absoluta de Yakubovich es 12,1. Tiene 11,575 km de diámetro y su albedo se estima en 0,308. 